# Marian Leopold Słonecki
Marian Leopold Słonecki h. Korab (ur. 29 listopada 1886 we Lwowie, zm. 10 września 1969 w Krakowie) – polski malarz i konserwator dzieł sztuki.

## Życiorys
Urodził się w rodzinie Franciszka (1854–1913), urzędnika Namiestnictwa we Lwowie, i Zofii z Dziubińskich (1863–1961). Egzamin dojrzałości złożył w 1906 w V Gimnazjum we Lwowie. W latach 1906–1910 studiował na Wydziale Architektury Politechniki Lwowskiej, m.in. u prof. Teodora Talowskiego, Adolfa Szyszko-Bohusza. Równocześnie pobierał lekcje rysunku i malarstwa w prywatnej szkole prof. Stanisława Batowskiego. Od 1911 do 1913 studiował malarstwo w pracowni Jacka Malczewskiego w Krakowie jako słuchacz prywatny, a od 1913 do 1914 jako student zwyczajny w ASP. W latach 1914–1922 służył w wojsku. Następnie, do 1924 był młodszym asystentem przy katedrze architektury Wydziału Sztuk Pięknych Uniwersytetu Stefana Batorego w Wilnie, a równocześnie studiował malarstwo na tymże wydziale w pracowni prof. Ferdynanda Ruszczyca. 
W roku szkolnym 1923/24 uczył rysunku technicznego w Państwowej Szkole Technicznej w Wilnie, w roku 1925/26 - rysunków w Państwowym Seminarium Nauczycielskim w Grodnie, zaś w roku 1927/28 w gimnazjum im. Tadeusza Czackiego w Wilnie. W latach 1925–1929 był członkiem wileńskiego Towarzystwa Artystów Plastyków. W 1929 złożył egzamin przed Komisją Egzaminów Państwowych w Warszawie i otrzymał dyplom nauczyciela szkół średnich.
W 1930, jako stypendysta Ministerstwa Wyznań Religijnych i Oświecenia Publicznego, odbył specjalne studia konserwatorskie w Austrii i we Włoszech. W 1931 rozpoczął pracę w Państwowej Pracowni Konserwatorskiej przy Dyrekcji Państwowych Zbiorów Sztuki na Zamku Królewskim w Warszawie i tam pracował w charakterze zastępcy kierownika do wybuchu II wojny światowej.

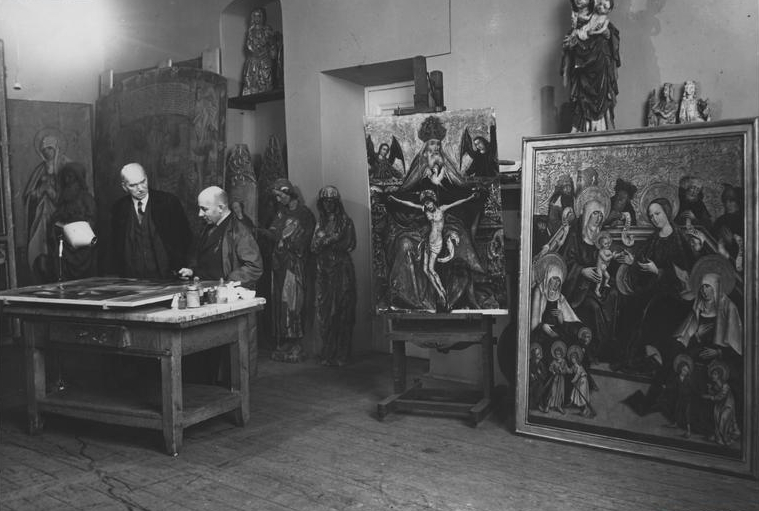
Jan Rutkowski (kierownik Pracowni Konserwacji Zabytków na Zamku Warszawskim) i jego zastępca Marian Leopold Słonecki wśród konserwowanych obrazów i rzeźb.

Przez cały okres okupacji niemieckiej pracował jako konserwator w swej prywatnej pracowni, pozostając w stałym kontakcie z Muzeum Narodowym w Warszawie i dokładając starań, aby zabezpieczyć narodowe pamiątki. Małżonkowie Słoneccy już w pierwszych dniach sierpnia 1944 roku zostali aresztowani przez Niemców i czas powstania warszawskiego spędzili w obozach: Irena w Bergen-Belsen, potem w Ravensbrück, a Marian w Pruszkowie. Po upadku powstania, od października 1944 do 15 stycznia 1945, brał czynny udział w akcji ratowania dzieł sztuki.
W lutym 1945 rozpoczął pracę w charakterze konserwatora Ministerstwa Kultury i Sztuki. Latem 1945 zastał delegowany do Krakowa w celu zorganizowania państwowej pracowni konserwatorskiej na Wawelu i przyjmowania rewindykowanych zbiorów Muzeum Narodowego w Warszawie. To jemu pierwszemu udało się sprowadzić i odnowić zrabowany przez Niemców w czasie II wojny światowej Ołtarz Wita Stwosza w bazylice Mariackiej (pracę tę ukończył w 1949). Był jednym z inicjatorów założenia w 1951 Przedsiębiorstwa Państwowego Pracownie Konserwacji Zabytków w Krakowie, gdzie pełnił funkcję Głównego Konserwatora i kierownika pracowni, a potem konsultanta.
1 października 1947 rozpoczął pracę w Wyższej Szkole Sztuk Pięknych (następnie Akademii Sztuk Pięknych) w Krakowie, jako wykładowca kontraktowy konserwacji zabytków. Przez wiele lat pełnił funkcję kierownika Katedry Konserwacji Malowideł Sztalugowych na Wydziale, a następnie Studium Konserwacji Dzieł Sztuki krakowskiej Akademii Sztuk Pięknych. 13 grudnia 1954 otrzymał tytuł zastępcy profesora, 26 kwietnia 1956 Centralna Komisja Kwalifikacyjna dla Pracowników Nauki przyznała Mu tytuł naukowy profesora nadzwyczajnego, zaś dnia 27 marca 1958 tytuł profesora zwyczajnego. 30 września 1961 przeszedł na emeryturę.
Od 8 czerwca 1936 był mężem Ireny Rozalii Ipohorskiej-Lenkiewicz h. Kotwicz (1897–1982).
Zmarł w Krakowie. Pochowany na cmentarzu Rakowickim (kwatera XXIIB-płd-26).

## Ordery i odznaczenia
- Krzyż Oficerski Orderu Odrodzenia Polski (3 lipca 1958)
- Złoty Krzyż Zasługi (29 października 1947)[4]
- Medal 10-lecia Polski Ludowej (28 lutego 1955)[5]

## Nagrody i wyróżnienia
- Państwowa Nagroda Artystyczna III stopnia w dziale plastyki za twórczą pracę konserwatorską przy odnowieniu ołtarza Wita Stwosza (1950)[6]
- tytuł Honorowego Obywatela miasta Krakowa (1951)
- Nagroda Miasta Krakowa (18 maja 1957)

## Upamiętnienie
Od 1977 ma swoją ulicę w Krakowie – na Prądniku Czerwonym i jest patronem dzielnicy trzeciej.